# Davis O. Nejo

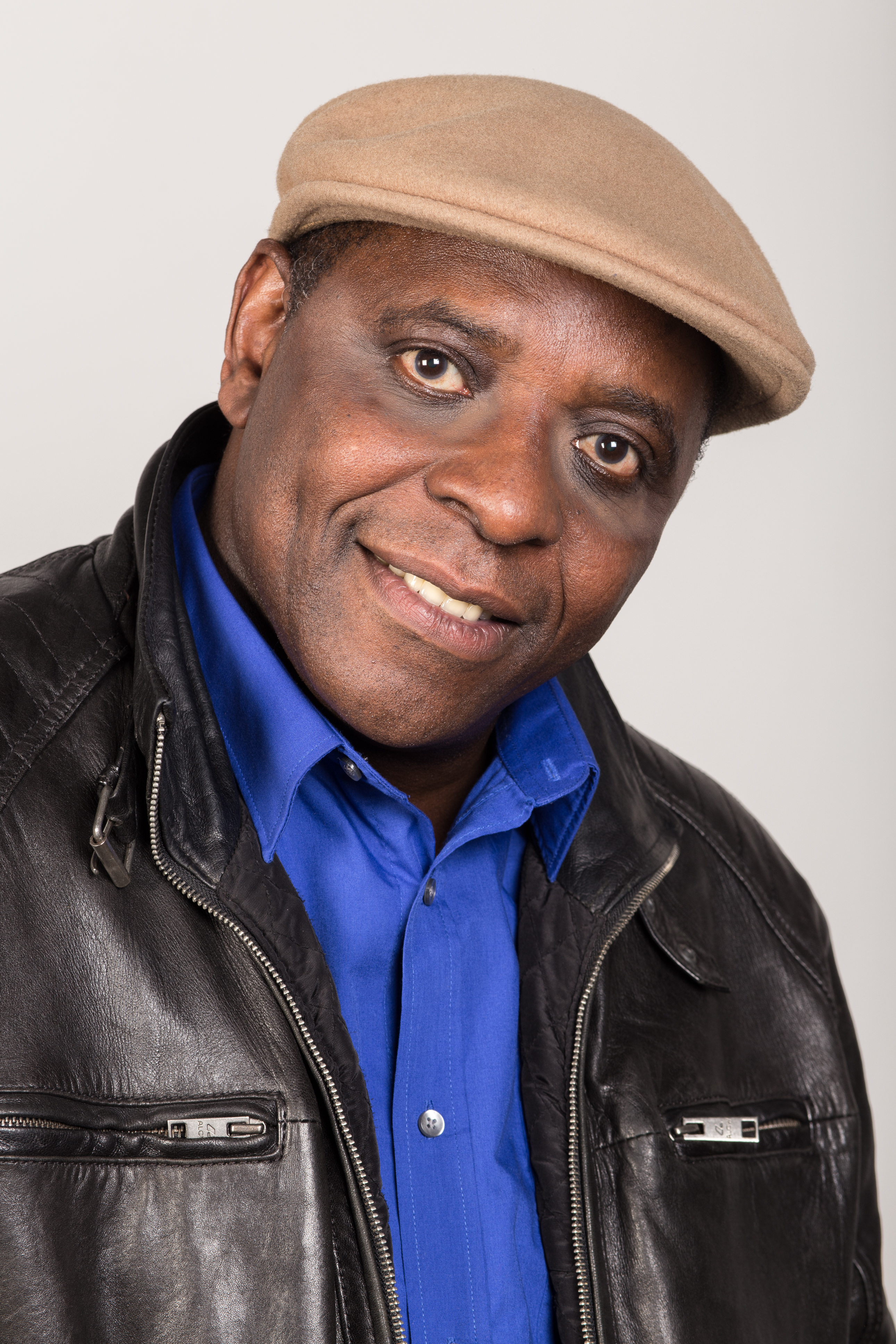
Davis O. Nejo (2016)

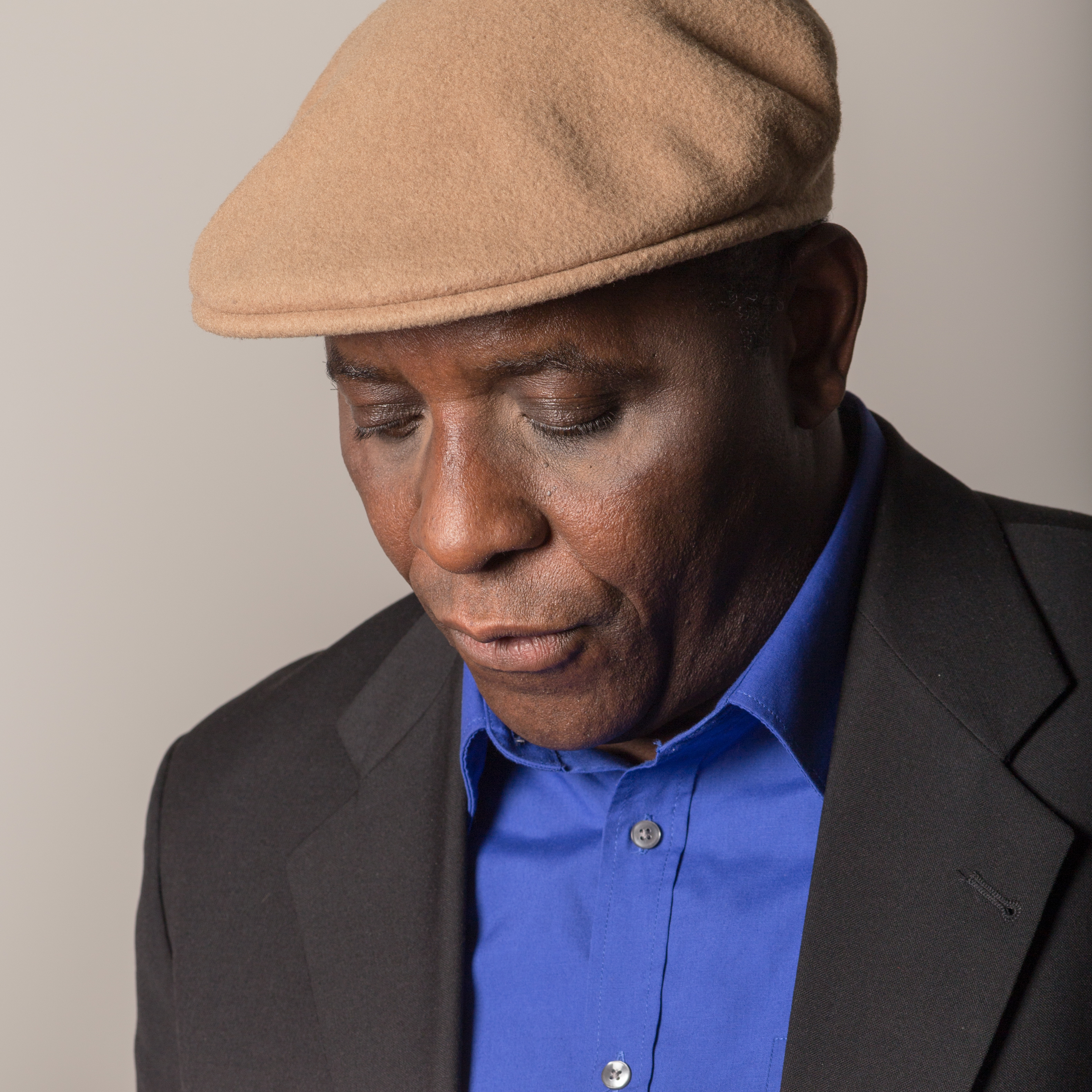
Davis O. Nejo (2016)

Davis Oladeji Nejo (* 21. Juni 1953 in Lagos) ist ein österreichischer Schauspieler nigerianischer Herkunft.

## Leben
Davis O. Nejo lernte Kunsterziehung am Lagos State Government College und studierte Marketing an der University of Lagos. 1975 übersiedelte er nach Wien. Er studierte von 1977 bis 1981 an der Filmakademie Wien und war Gaststudent am Reinhardt-Seminar. Seit den 1980er Jahren ist Nejo als Schauspieler bei Film und Fernsehen und am Theater tätig. Er spielte unter anderem am Burgtheater, am Schauspielhaus, am Theater in der Josefstadt, am Volkstheater und bei den Bregenzer Festspielen. Nejo setzt sich auf vielfältige Art und Weise für die afrikanische Kultur in Österreich ein, so gründete er austro-afrikanische Journalisten-, Künstler- und Journalisten-Vereinigungen sowie mehrere Musikgruppen. Er ist auch als Kurator tätig und ist Obmann von Cross Cultural Communication – Verein zur Förderung internationaler Kulturkontakte.

## Filmografie
- 1986: Rock Me Amadeus (Musikvideo)
- 1992: Wer A sagt
- 1994: Iris und Violetta
- 1995: Der Schatten des Schreibers
- 1999: Der Andere
- 1999: In Heaven
- 2000: Aktion C+M+B
- 2000: Die Ehre der Strizzis
- 2003: Der Poet
- 2010: Fremdenzimmer
- 2010: King Kongs Tränen
- 2013: Der Teufelsgeiger
- 2015: Altes Geld
- 2015: Drei Eier im Glas
- 2015: Tatort: Schutzlos
- 2020: Notruf Hafenkante (Fernsehserie, Folge Kopfjagd in Hamburg)

## Theaterrollen
- 1989: Vom Teufel geholt, Theater in der Josefstadt
- 1990: Herbstgarten, Theater in der Josefstadt
- 1991: Angelo Soliman, Bregenzer Festspiele, Volkstheater Wien
- 1994: Die Morde der jüdischen Fürstinnen, Künstlerhaus Wien
- 1995: Schlacht um Wien, Burgtheater
- 1996/1997: Kabale und Liebe, Burgtheater
- 2001–2004: Medea, Schauspielhaus Wien
- 2006: Othello, Tournee durch Österreich, die Schweiz und Deutschland
- 2010: Baby Doll, Volkstheater Wien

## Auszeichnungen
- Interkulturpreis Oberösterreich 1998 (für Afromedi@rt – Ausstellung Afrikanischer Medienkunst)[1]
- Black International Cinema Berlin Film Award 2000 (für Der Andere)[5]
- Erasmus EuroMedia Award 2006 (für 30’ African Art)[1]